# Blanka Kastilská
Blanka Kastilská, zvaná Bílá královna (španělsky Blanca de Castilla, francouzsky Blanche de Castille, 4. března 1188 Palencia – 27. listopadu 1252 Melun), byla francouzská královna, manželka Ludvíka VIII. Po jeho smrti byla regentkou nezletilému synovi Ludvíkovi IX., pro něhož uhájila království před vzpurnou šlechtou. Byla štědrou donátorkou, zakladatelkou klášterů, objednatelkou vitraží a četných rukopisů. Na většině uměleckých děl spjatých s její osobou jsou vyobrazeny zlaté kastilské hrady na červeném pozadí.

## Životopis

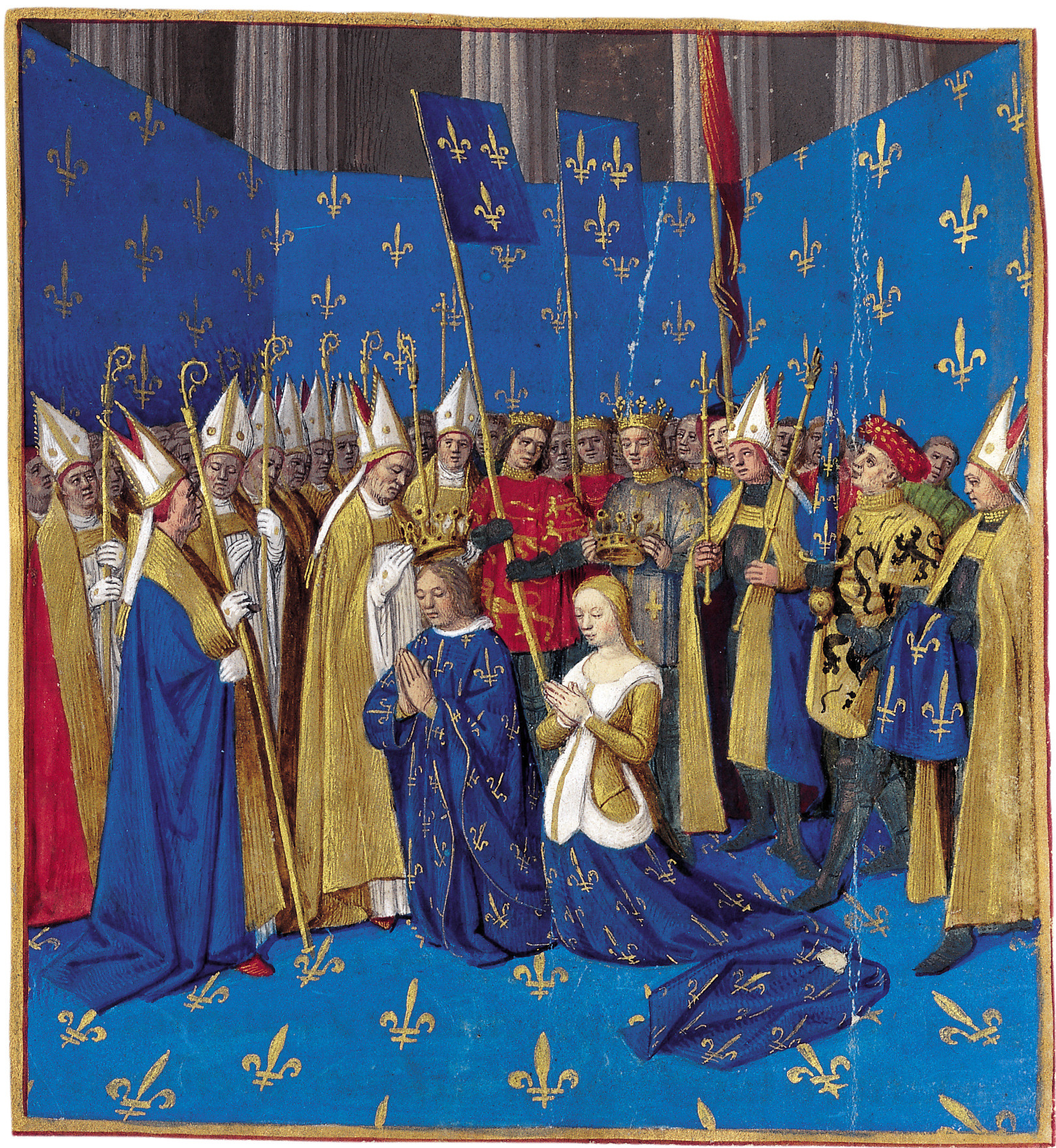
Korunovace Ludvíka VIII. a Blanky Kastilské (1223)

Blanka byla třetí dcerou Alfonse VIII., kastilského krále, a Eleonory, dcery anglického krále Jindřicha II. a Eleonory Akvitánské. Na základě smlouvy mezi králi Filipem Augustem a Janem byla za pomoci své osmdesátileté babičky Eleonory Akvitánské, s velkou slávou a za účasti obou králů provdána dne 22. května 1200 za prince Ludvíka. Francouzi jí kvůli tmavým vlasům nazývali Kastilka a spolu s ní přišla na francouzský dvůr kultura trubadúrů. Na dvoře mladého páru byli vítáni nejen trubadúři, ale také duchovní a tak kromě milostných písní se na královském dvoře často konaly i plamenné filosofické disputace.

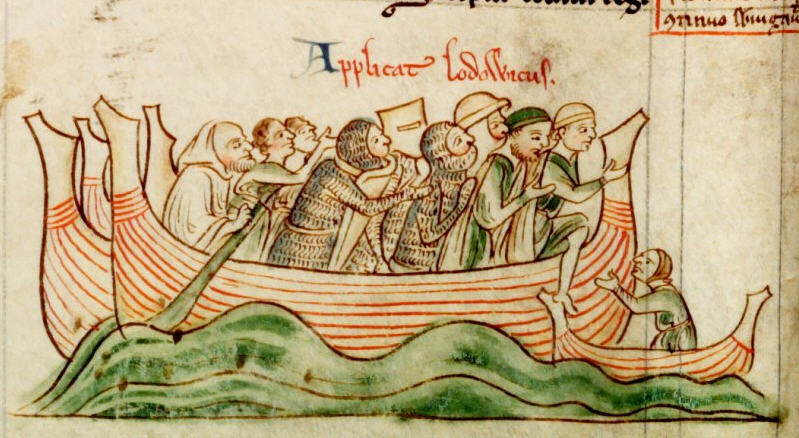
Králův potupný návrat z Anglie na dobové miniatuře (1216)

Své vladařské schopnosti poprvé prokázala v roce 1216, když si Ludvík chtěl po Janově smrti přisvojit anglickou korunu a při invazi do Anglie narazil na jednotný odpor. Filip II. August odmítl syna podporovat, a tak Blanka sama organizovala podpůrné flotily do Anglie, i když bez konečného úspěchu.
Ludvík zemřel po tříletém panování na úplavici již v listopadu 1226 při návratu z jižní Francie, kde byl na papežovo naléhání potírat přívržence katarského hnutí a prosazovat přísné severofrancouzské lenní právo. Blanka se stala díky manželově závěti regentkou a opatrovnicí svých dětí. Následníkovi Ludvíkovi IX. bylo teprve 12 let. Své finance svěřovala do opatrovnictví templářům, kteří jí pravidelně předkládali vyúčtování a roku 1236 je také pověřila financováním výstavby klášterní fundace v Maubuissonu.

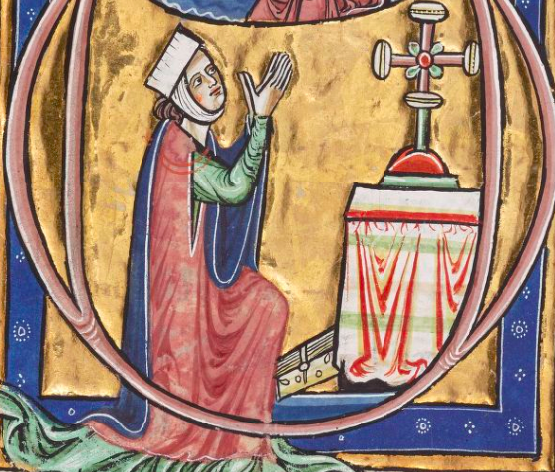
Modlící se Blanka Kastilská (Žaltář Blanky Kastilské)

Po králově smrti se všechna Kapetovci získaná území zdála být ztracena, což království přivedlo do kritické situace. Blanka však dokázala potlačit jak povstání baronů (1226), tak i anglický útok (1230). Šlechta byla buď zastrašena, nebo získána na stranu Bílé královny. Královnini nepřátelé mluvili o jejím milostném poměru s papežským vyslancem Romanem Frangipanem a Theobaldem, hrabětem ze Champagne, který jí skládal milostné verše. Za podpory papežského legáta se ji podařilo v království udržet stabilitu a také odrazit útoky anglického krále Jindřicha III.
I po převzetí vlády Ludvíkem byl patrný Blančin vliv, protože svému synovi vyhledala vhodnou nevěstu. Roku 1234 se po získání papežského dispenzu oženil s Markétou, dcerou provensálského hraběte Ramona Berenguera V. a Beatrix Savojské. Blanka Kastilská byla prohlášena královnou matkou. Celý nevěstin doprovod – savojští strýčci, chůva, dvorní dámy, byli ihned po sňatku posláni zpět domů.
| „                   | Královna Blanka zacházela s královnou Markétou tak nevlídně, že, pokud to bylo jen trochu možné, znemožňovala svému synovi pobývat ve společnosti jeho ženy... | “ |
| — Jean de Joinville | |   |

 Po Ludvíkově odchodu na křížovou výpravu, od níž ho odrazovala, znovu zastavala pozici regentky království a svého syna podporovala všemi dosažitelnými prostředky a vojskem. Po úrazu ji došly síly a v listopadu roku 1252 zemřela.
Tělo královny vdovy bylo pohřbeno v klášteře Maubuisson u Pontoise a srdce v klášteře Notre-Dame v Dammarie-les-Lys u Melunu, které sama založila.

## Vývod z předků
|                    |                            |  |                  |                                  |  |  |  |  |  |  |  | Raymond Burgundský |
|                    |                            |  |                  |                                  |  |  |  |  |  |  |  |                    |
|                    | Alfons VII. Kastilský      |  |                  |                                  |  |  |  |  |  |  |  |                    |
|                    |                            |  |                  |                                  |  |  |  |  |  |  |  |                    |
|                    |                            |  |                  | Urraca Kastilská                 |  |  |  |  |  |  |  |                    |
|                    |                            |  |                  |                                  |  |  |  |  |  |  |  |                    |
|                    | Sancho III. Kastilský      |  |                  |                                  |  |  |  |  |  |  |  |                    |
|                    |                            |  |                  |                                  |  |  |  |  |  |  |  |                    |
|                    |                            |  |                  | Ramon Berenguer III. Barcelonský |  |  |  |  |  |  |  |                    |
|                    |                            |  |                  |                                  |  |  |  |  |  |  |  |                    |
|                    | Berenguela Barcelonská     |  |                  |                                  |  |  |  |  |  |  |  |                    |
|                    |                            |  |                  |                                  |  |  |  |  |  |  |  |                    |
|                    |                            |  |                  | Dulce Provensálská               |  |  |  |  |  |  |  |                    |
|                    |                            |  |                  |                                  |  |  |  |  |  |  |  |                    |
|                    | Alfons VIII. Kastilský     |  |                  |                                  |  |  |  |  |  |  |  |                    |
|                    |                            |  |                  |                                  |  |  |  |  |  |  |  |                    |
|                    |                            |  |                  | Ramiro Sánchez                   |  |  |  |  |  |  |  |                    |
|                    |                            |  |                  |                                  |  |  |  |  |  |  |  |                    |
|                    | García VI. Navarrský       |  |                  |                                  |  |  |  |  |  |  |  |                    |
|                    |                            |  |                  |                                  |  |  |  |  |  |  |  |                    |
|                    |                            |  |                  | Cristina Rodríguez               |  |  |  |  |  |  |  |                    |
|                    |                            |  |                  |                                  |  |  |  |  |  |  |  |                    |
|                    | Blanka Navarrská           |  |                  |                                  |  |  |  |  |  |  |  |                    |
|                    |                            |  |                  |                                  |  |  |  |  |  |  |  |                    |
|                    |                            |  |                  | Gilbert de l'Aigle               |  |  |  |  |  |  |  |                    |
|                    |                            |  |                  |                                  |  |  |  |  |  |  |  |                    |
|                    | Markéta z Aigle            |  |                  |                                  |  |  |  |  |  |  |  |                    |
|                    |                            |  |                  |                                  |  |  |  |  |  |  |  |                    |
|                    |                            |  |                  | Juliana du Perche                |  |  |  |  |  |  |  |                    |
|                    |                            |  |                  |                                  |  |  |  |  |  |  |  |                    |
| 'Blanka Kastilská' |                            |  |                  |                                  |  |  |  |  |  |  |  |                    |
|                    |                            |  |                  |                                  |  |  |  |  |  |  |  |                    |
|                    |                            |  | Fulko V. z Anjou |                                  |  |  |  |  |  |  |  |                    |
|                    |                            |  |                  |                                  |  |  |  |  |  |  |  |                    |
|                    | Geoffroy V. z Anjou        |  |                  |                                  |  |  |  |  |  |  |  |                    |
|                    |                            |  |                  |                                  |  |  |  |  |  |  |  |                    |
|                    |                            |  |                  | Ermengarda z Maine               |  |  |  |  |  |  |  |                    |
|                    |                            |  |                  |                                  |  |  |  |  |  |  |  |                    |
|                    | Jindřich II. Plantagenet   |  |                  |                                  |  |  |  |  |  |  |  |                    |
|                    |                            |  |                  |                                  |  |  |  |  |  |  |  |                    |
|                    |                            |  |                  | Jindřich I. Anglický             |  |  |  |  |  |  |  |                    |
|                    |                            |  |                  |                                  |  |  |  |  |  |  |  |                    |
|                    | Matylda Anglická           |  |                  |                                  |  |  |  |  |  |  |  |                    |
|                    |                            |  |                  |                                  |  |  |  |  |  |  |  |                    |
|                    |                            |  |                  | Matylda Skotská                  |  |  |  |  |  |  |  |                    |
|                    |                            |  |                  |                                  |  |  |  |  |  |  |  |                    |
|                    | Eleonora Anglická          |  |                  |                                  |  |  |  |  |  |  |  |                    |
|                    |                            |  |                  |                                  |  |  |  |  |  |  |  |                    |
|                    |                            |  |                  | Vilém IX. Akvitánský             |  |  |  |  |  |  |  |                    |
|                    |                            |  |                  |                                  |  |  |  |  |  |  |  |                    |
|                    | Vilém X. Akvitánský        |  |                  |                                  |  |  |  |  |  |  |  |                    |
|                    |                            |  |                  |                                  |  |  |  |  |  |  |  |                    |
|                    |                            |  |                  | Filipa z Toulouse                |  |  |  |  |  |  |  |                    |
|                    |                            |  |                  |                                  |  |  |  |  |  |  |  |                    |
|                    | Eleonora Akvitánská        |  |                  |                                  |  |  |  |  |  |  |  |                    |
|                    |                            |  |                  |                                  |  |  |  |  |  |  |  |                    |
|                    |                            |  |                  | Aimery I. z Rochefoucauldu       |  |  |  |  |  |  |  |                    |
|                    |                            |  |                  |                                  |  |  |  |  |  |  |  |                    |
|                    | Eleonora ze Châtelleraultu |  |                  |                                  |  |  |  |  |  |  |  |                    |
|                    |                            |  |                  |                                  |  |  |  |  |  |  |  |                    |
|                    |                            |  |                  | Dangereuse z Isle-Bouchaardu     |  |  |  |  |  |  |  |                    |
|                    |                            |  |                  |                                  |  |  |  |  |  |  |  |                    |